# Mordechai Ehrenpreis

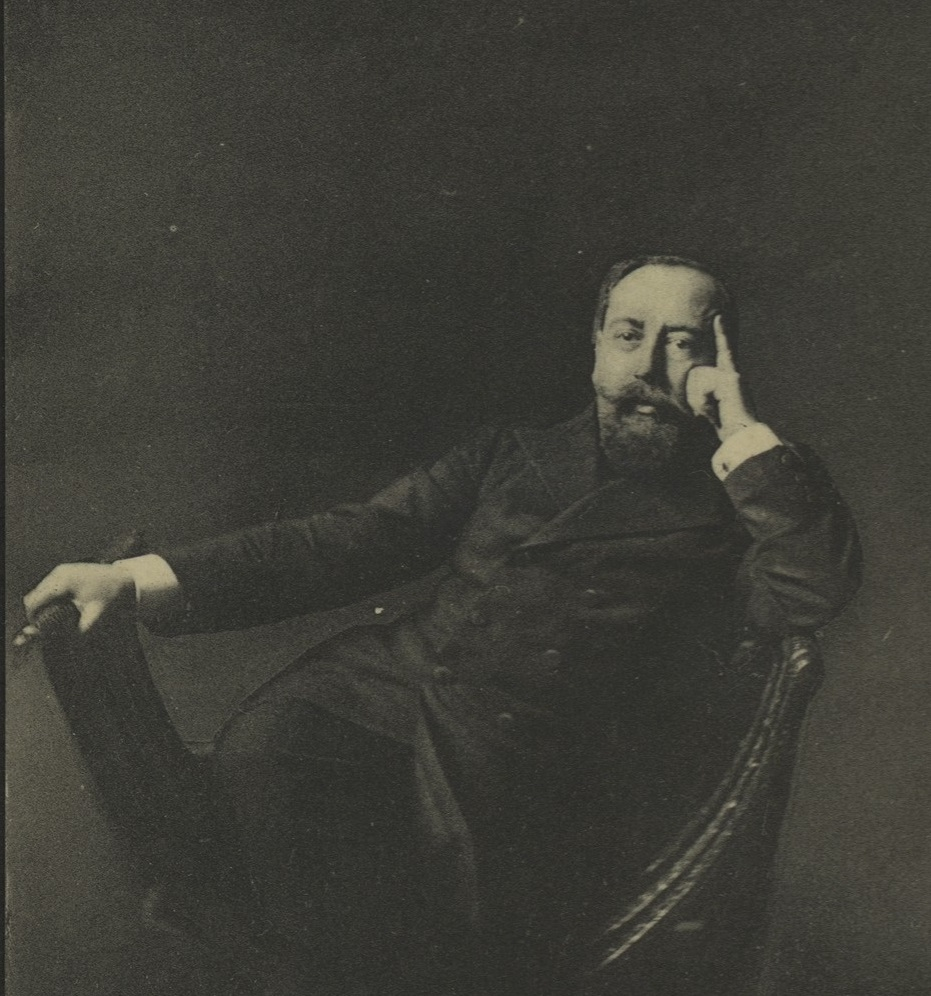
Mordechai Ehrenpreis, 1910

Mordechai Ehrenpreis (später: Markus Ehrenpreis, auch: Marcus Ehrenpreis; geboren am 25. Juni 1869 in Lemberg; gestorben am 26. Februar 1951 Saltsjöbaden) war ein hebräischer Schriftsteller, Übersetzer, Publizist, Rabbiner und Zionist.
Er begann bereits als Jugendlicher in Jiddisch zu schreiben, studierte später an deutschen Universitäten und an der Hochschule für die Wissenschaft des Judentums in Berlin. Seit 1884 Mitarbeit am „Ha-Maggid“ und „Ha-Meliz“. Von 1896 bis 1900 war er Rabbiner in Djakovar, Kroatien.
Noch vor Herzl waren Nathan Birnbaum, Ehrenpreis und andere aktiv damit beschäftigt, den Begriff eines neuen Nationaljudentums zu definieren mit einem, wie auch immer gearteten nationalen Zentrum in Palästina. Zu Ehrenpreis' führender Rolle beim ersten gescheiterten Versuch 1893, einen Allgemeinen Zionistenkongress nach Berlin einzuberufen, siehe bei Abraham Salz.
Ehrenpreis war ein früher Anhänger des Zionismus und Mitarbeiter Herzls bei den Vorbereitungen zum ersten Zionistenkongress. Ehrenpreis' Frau, Ernestine-Esther Ehrenpreis (1877–1969), gehörte zu den 14 weiblichen Teilnehmern am ersten Zionistenkongress, und Mordechai Ehrenpreis hatte auf Herzls Wunsch hin die hebräische Fassung des Einladungsschreibens besorgt. Seit dieser Zeit genoss er allgemeine Anerkennung seiner Kompetenz in Fragen der jüdischen Kultur. Er war ein Vermittler der hebräischen Literatur an das deutschsprachige Publikum (zahlreiche Aufsätze).
Von 1900 bis 1914 war er Oberrabbiner Bulgariens in Sofia und auch Herausgeber mehrerer spaniolischer
Zeitschriften.
Nach 1908 ließ sein Interesse am Zionismus und an der hebräischen Literatur merklich nach, was ihm eine Menge Kritik von zionistischer Seite eintrug; er widmete sich anderen literarischen Arbeiten und den Aufgaben des Rabbinats.
Von 1914 bis zu seinem Tod war er Oberrabbiner von Stockholm.
1928 gründete er die „Judisk Tidskrift“ (vorm. „Israeliten“), war als Übersetzer tätig sowie als Mitarbeiter an verschiedenen Enzyklopädien, seit 1935 arbeitete er als Honorarprofessor an der Universität Stockholm. Die Jüdische Gemeinde zu Berlin verlieh ihm 1935 die von Else Fürst gestaltete Ehrenmedaille Dem Förderer jüdischer Fürsorge.
Der schwedische Professor für Kinderchirurgie Theodor Ehrenpreis (1909–1999) war sein Sohn.

## Werke (Auswahl)
- Das Land zwischen Orient und Okzident (deutsch, 1924, ein Buch über das jüdische Portugal und Spanien)
- ausgedehnte publizistische Tätigkeit in schwedischer Sprache: „Österlandets Själ“; „Landet mellam öster och väster“; „Mitt liv mellam öster och väster“